# BR-050

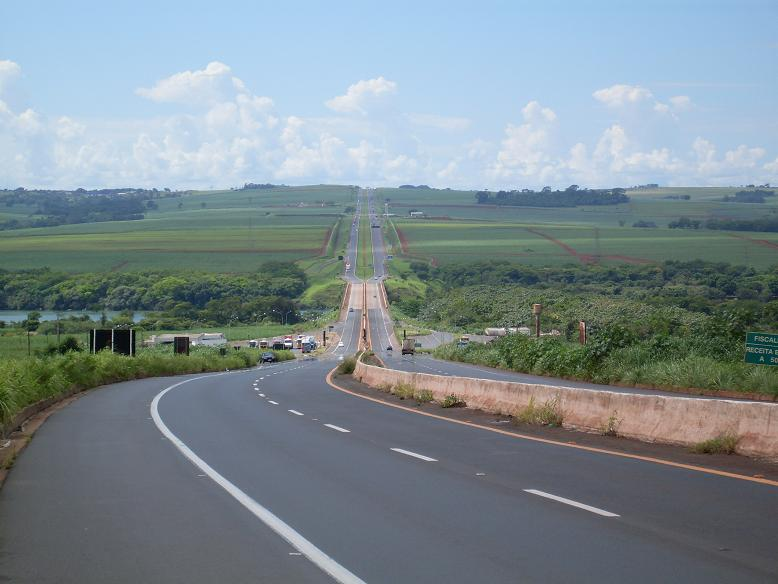
BR 050 Rodovia Chico Xavier. Na foto, a divisa de São Paulo com Minas Gerais, sudeste brasileiro.

A BR-050 é uma Rodovia Federal radial do Brasil. Seu ponto inicial é em Brasília (DF) e o final em Santos (SP). Passa pelos estados de Goiás, Minas Gerais e São Paulo. É considerada como uma das rodovias mais movimentadas do país, pois liga a capital federal à maior metrópole brasileira, São Paulo.
O trecho paulista da rodovia encontra-se sob jurisdição do governo estadual, tendo a denominação SP-330 (Anhanguera), no trecho que liga Igarapava a São Paulo e SP-150 (Anchieta) no trecho entre São Paulo e Santos. Por conta desses trechos da rodovia serem de propriedade estadual, mantêm as nomenclaturas originais (Anhanguera e Anchieta), sendo partes integrantes da malha rodoviária do estado.
Entre o Distrito Federal e Cristalina, passando por Luziânia, a BR-050 sobrepõe-se à BR-040, a qual, por sua vez, liga Brasília ao Rio de Janeiro.

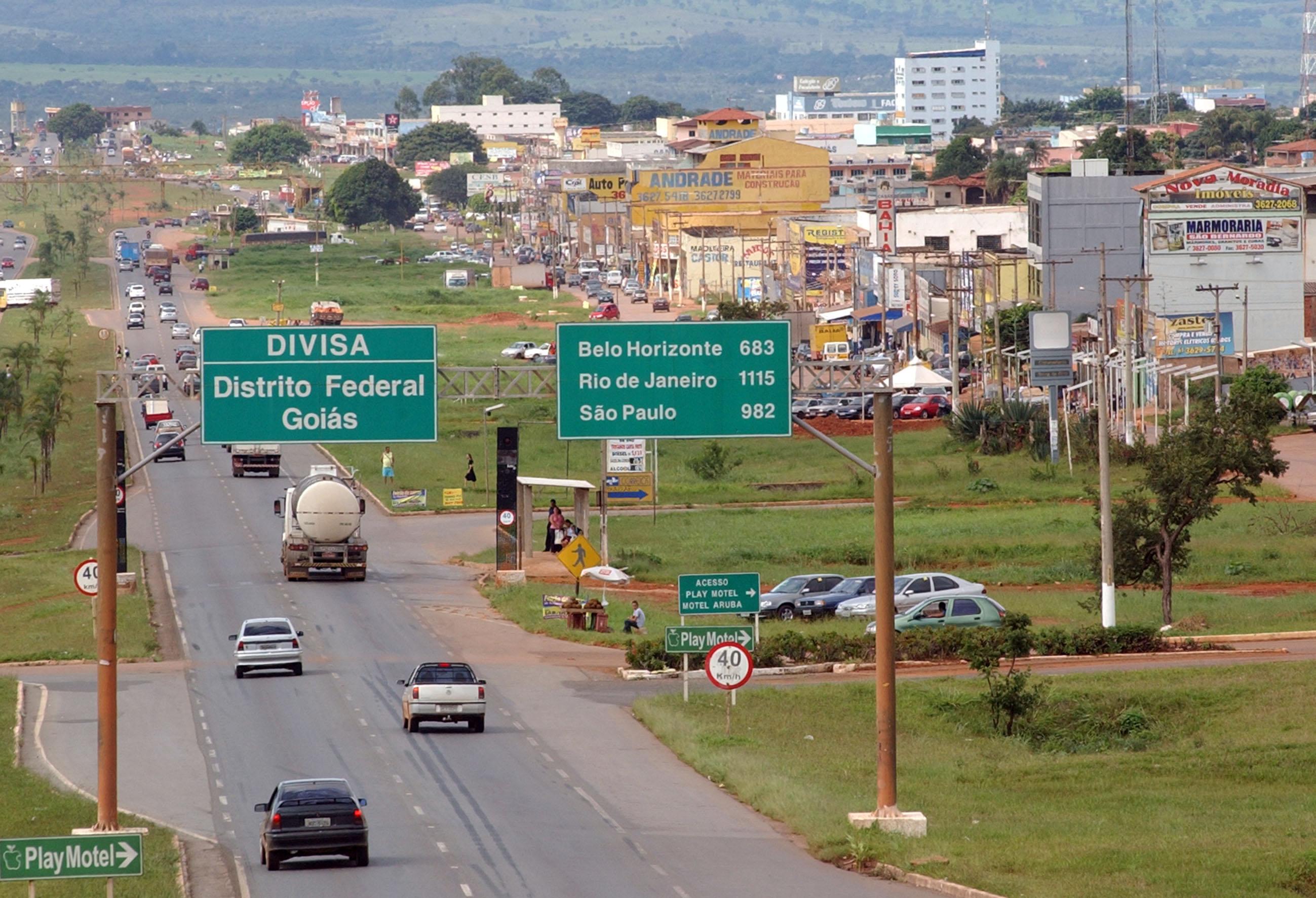
Trecho concomitante com a BR-040, próximo a Valparaíso de Goiás (GO), na divisa entre o Distrito Federal e Goiás.

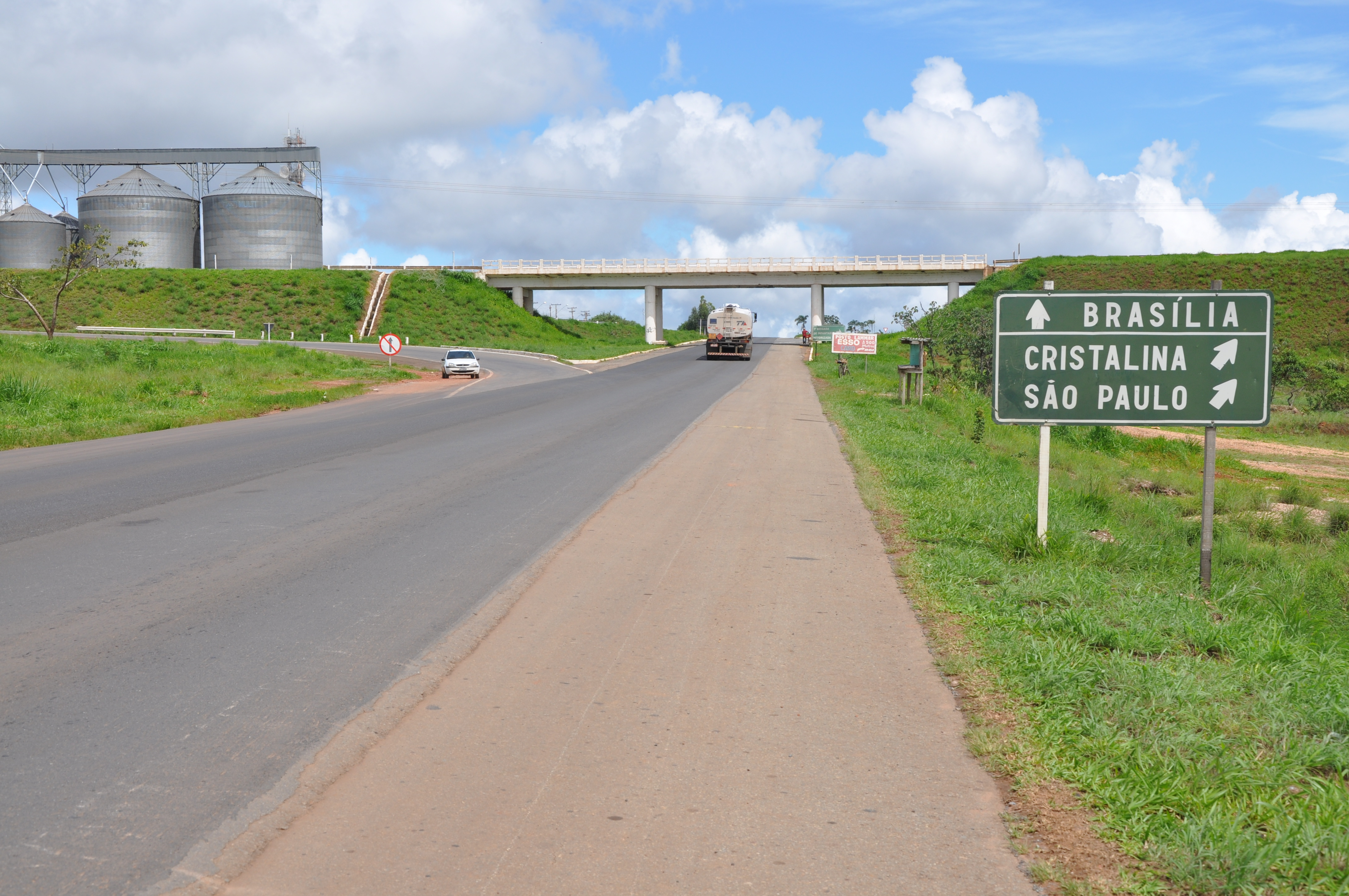
Trecho da BR-040 no entroncamento com a BR-050 (o viaduto) em Cristalina (GO).

## Importância econômica
A BR-050 é sem dúvida uma das rodovias mais importantes do país. Estando perto de ser totalmente duplicada em 2021, passa por algumas das regiões mais ricas do Brasil. Liga áreas de grande produção agrícola e industrial ao Porto de Santos, o maior do país. Brasília é a cidade com o maior salário médio por habitante. Goiás é um dos maiores produtores nacionais de cana-de-açúcar, soja, milho e tomate, além de possuir uma grande pecuária. A região entre Uberaba e Uberlândia, em Minas Gerais, concentra a maior produção de leite do Brasil. O estado de São Paulo detém 30% do PIB industrial brasileiro e um gigantesco setor agrícola. Em Ribeirão Preto está a maior produção de cana-de-açúcar do mundo. Em Franca, encontra-se a maior produção nacional de calçados masculinos. A rodovia também escoa a gigantesca produção de café de Minas Gerais e de suco de laranja de São Paulo. Na região de Campinas há uma grande produção tecnológica. 40% dos carros produzidos no país vêm das cidades da Grande São Paulo. Isso sem falar na produção de carne de frango e toda a produção industrial paulista, que é basicamente exportada via Santos.

## Duplicação
A rodovia possui pista duplicada desde Santos, passando, dentre outras, pelas cidades de São Paulo, Campinas, Ribeirão Preto, Uberaba, Uberlândia e Araguari, até o perímetro urbano da cidade de Catalão, no Estado de Goiás.
Desde setembro de 2024, no Estado de Goiás, o trecho entre Cristalina e a divisa com Minas Gerais, já possui duplicação de 207,1 km dos 218,5 kms totais, com exceção apenas do perímetro urbano de Catalão.
Já no trecho que a rodovia se sobrepõe à BR-040, entre Cristalina e Brasília, a rodovia encontra-se apenas parcialmente duplicada.

## Rota
Serve, dentre outras, as seguintes cidades e localidades:

### São Paulo
- Santos
- Cubatão
- São Bernardo do Campo
- São Paulo
- Cajamar
- Jundiaí
- Louveira
- Vinhedo
- Valinhos
- Campinas
- Sumaré
- Nova Odessa
- Americana
- Limeira
- Cordeirópolis
- Araras
- Leme
- Santa Cruz da Conceição
- Pirassununga
- Porto Ferreira
- Santa Rita do Passa Quatro
- São Simão
- Cravinhos
- Ribeirão Preto
- Jardinópolis
- Sales Oliveira
- Orlândia
- São Joaquim da Barra
- Guará
- Ituverava
- Buritizal
- Aramina
- Igarapava

### Minas Gerais
- Delta
- Uberaba
- Uberlândia
- Araguari

### Goiás
- Cumari
- Catalão
- Campo Alegre de Goiás
- Ipameri
- Cristalina
- Luziânia
- Valparaíso de Goiás

### Distrito Federal
- Santa Maria
- Núcleo Bandeirante
- Candangolândia
- Brasília

## Galeria

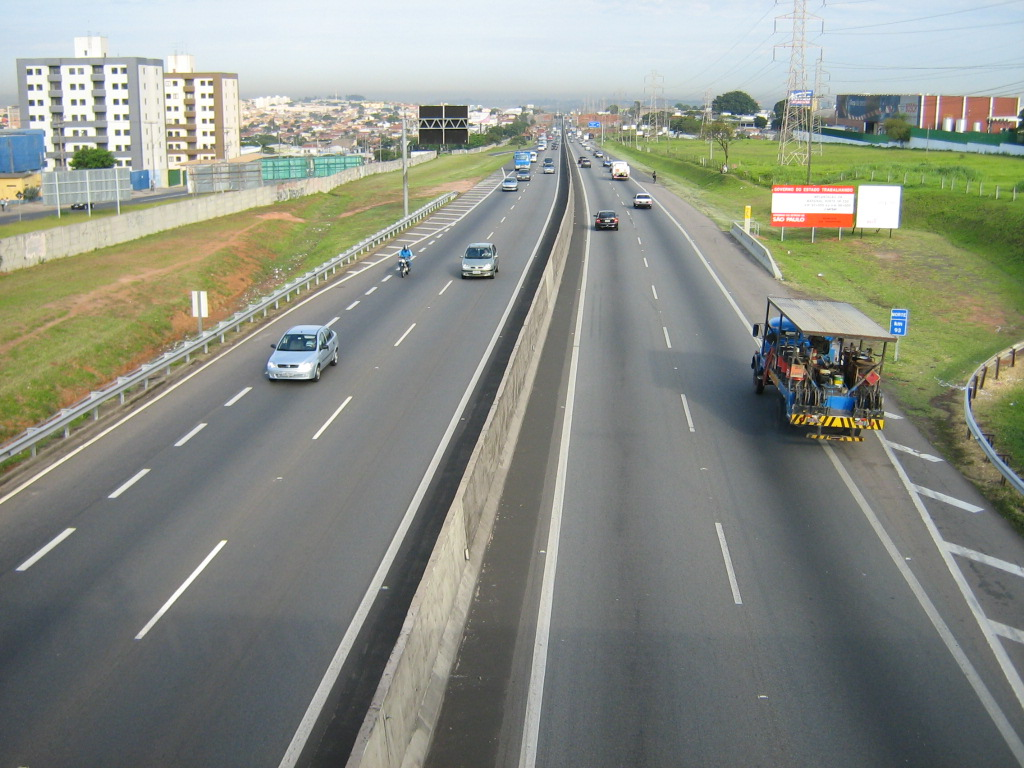
BR-050 no Estado de São Paulo
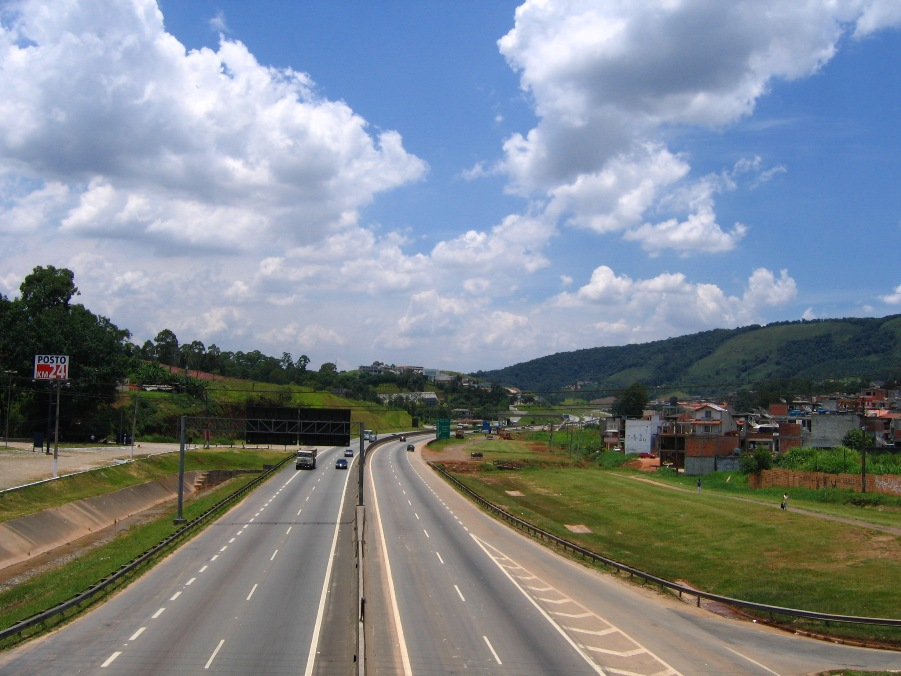
Rodovia Anhanguera (BR-050) em Perus, bairro de São Paulo
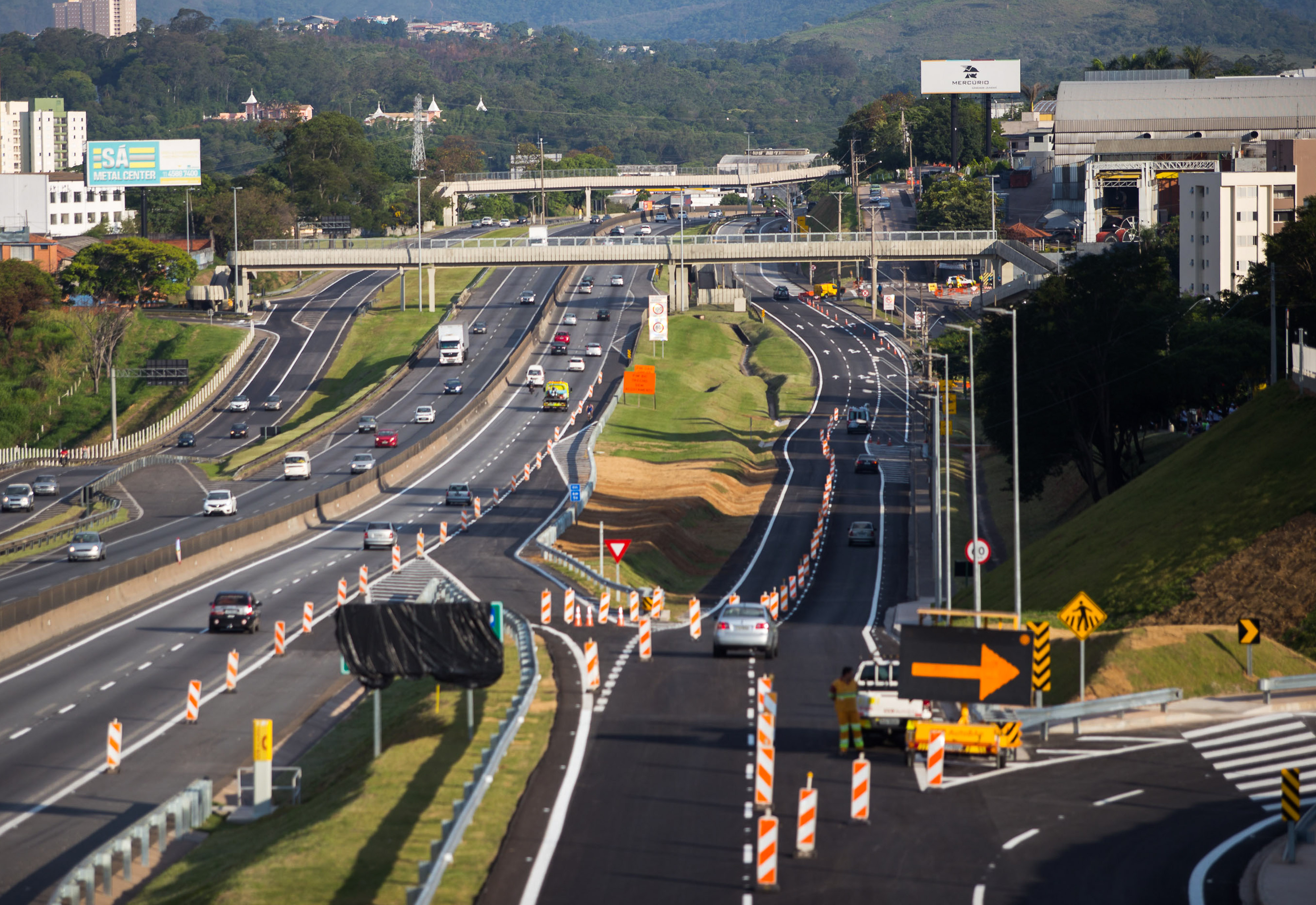
Rodovia Anhanguera (BR-050) em Jundiaí
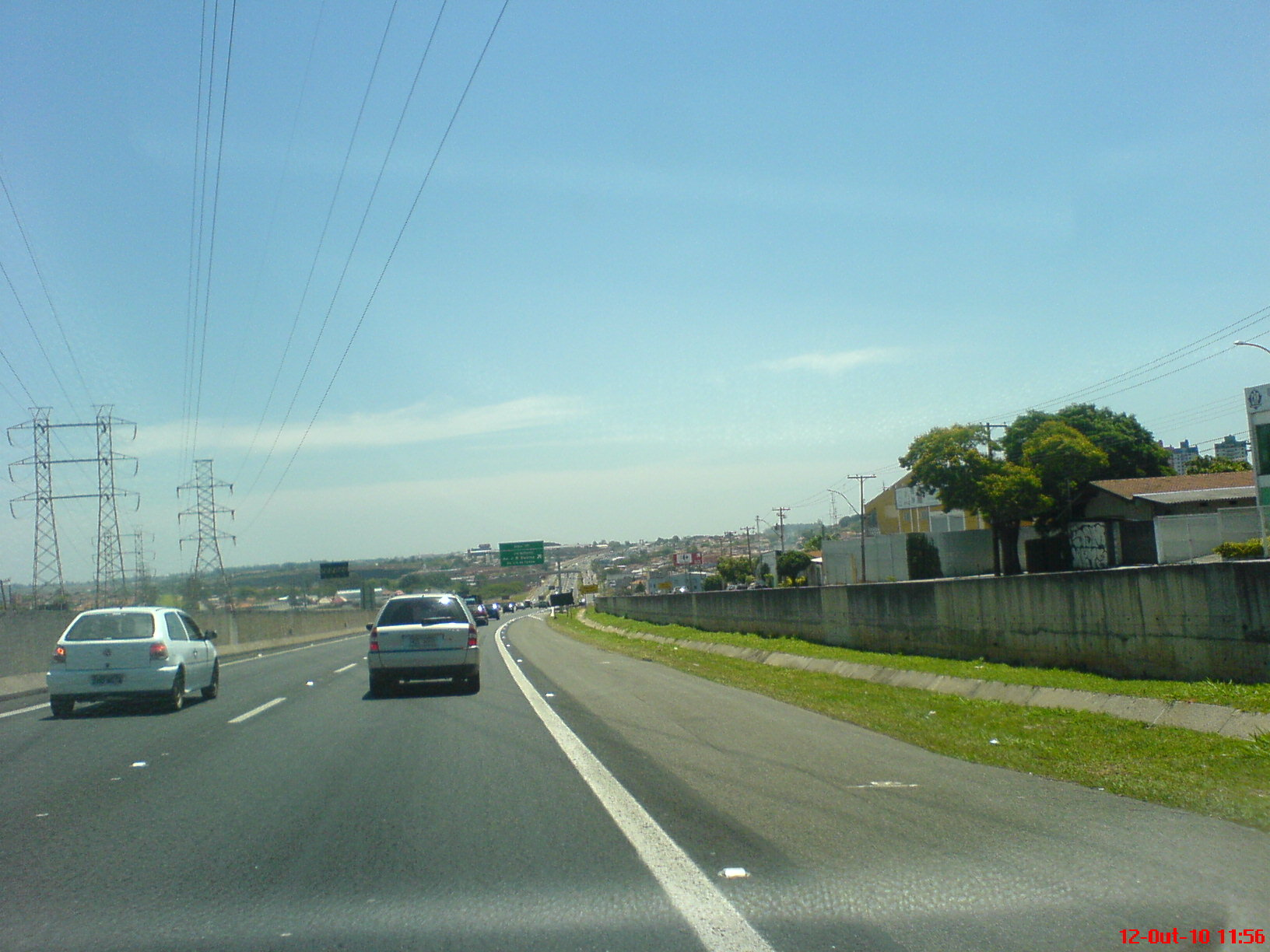
Rodovia Anhanguera (BR-050) em Campinas
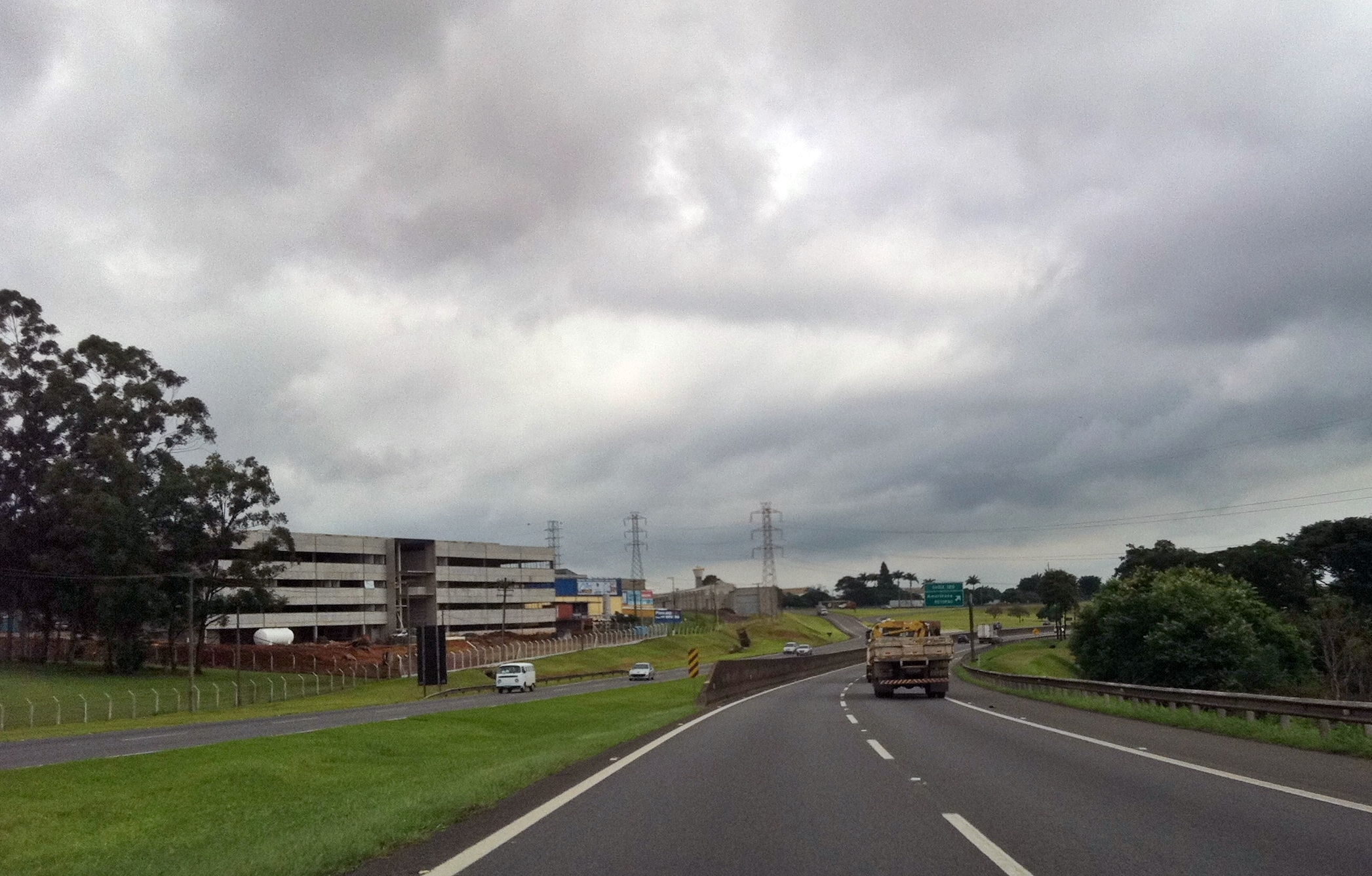
Rodovia Anhanguera (BR-050) em Americana
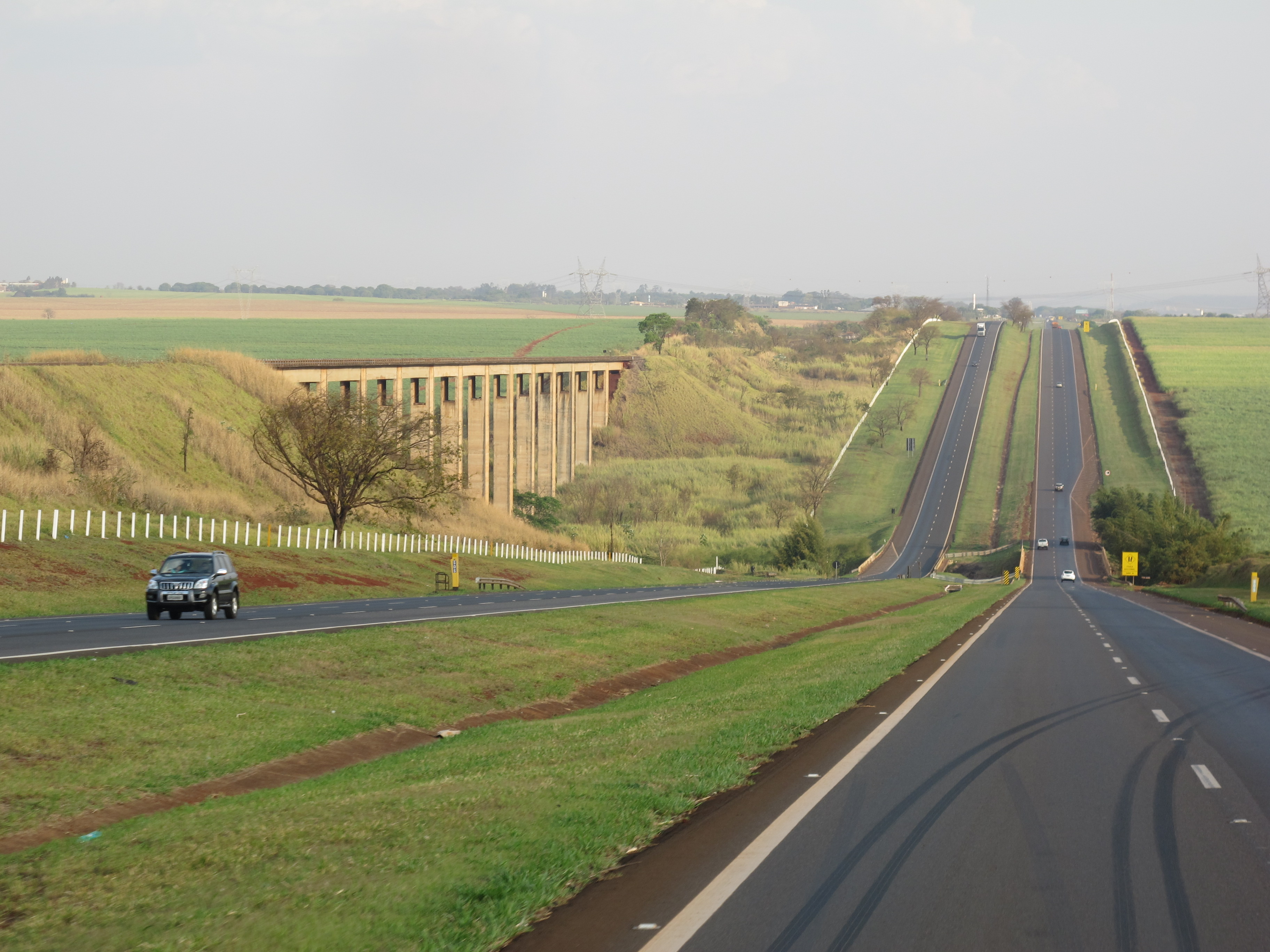
Rodovia Anhanguera (BR-050) perto de Coqueiros, região próxima a Ribeirão Preto
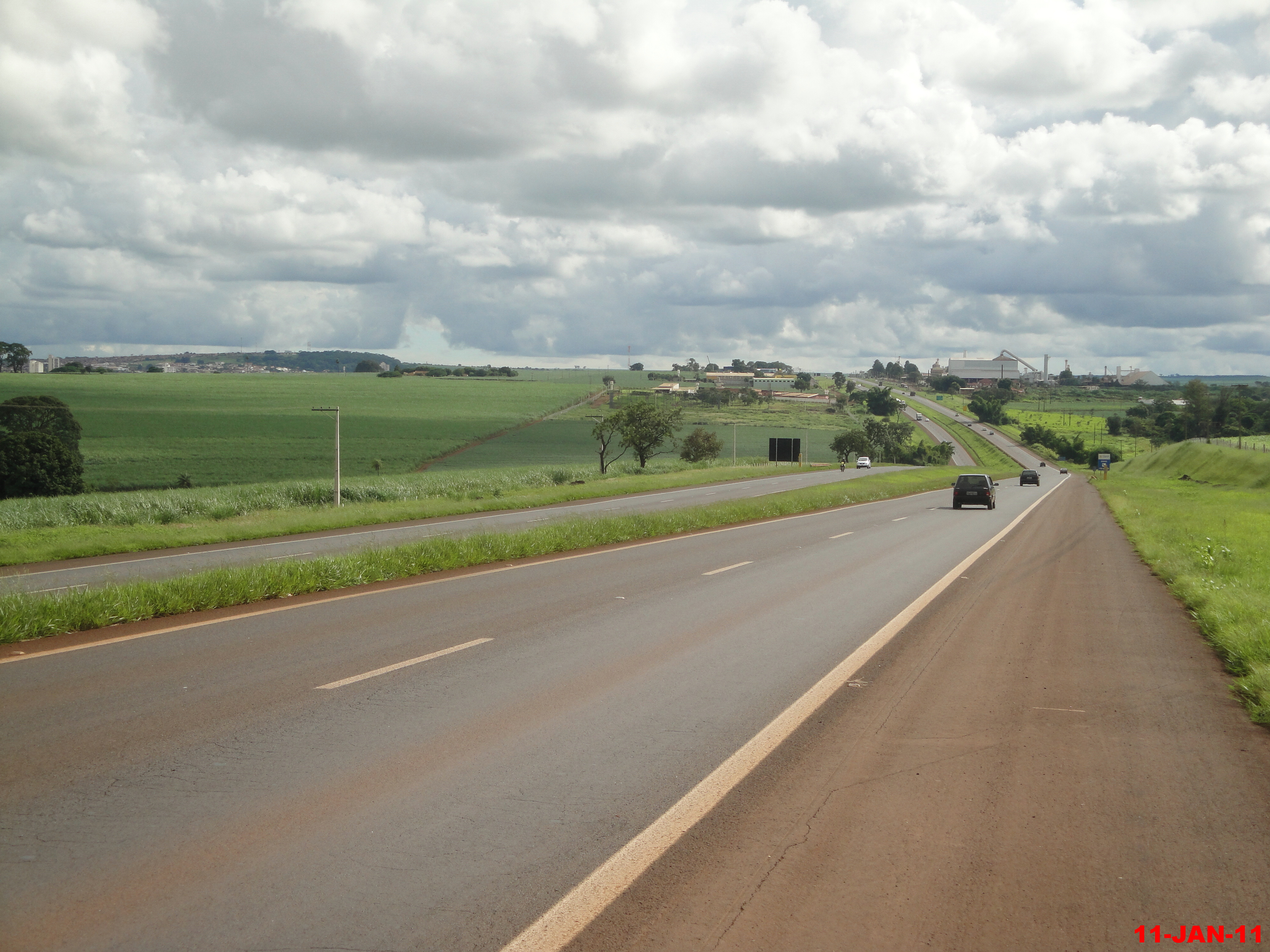
Rodovia Anhanguera (BR-050) em São Joaquim da Barra
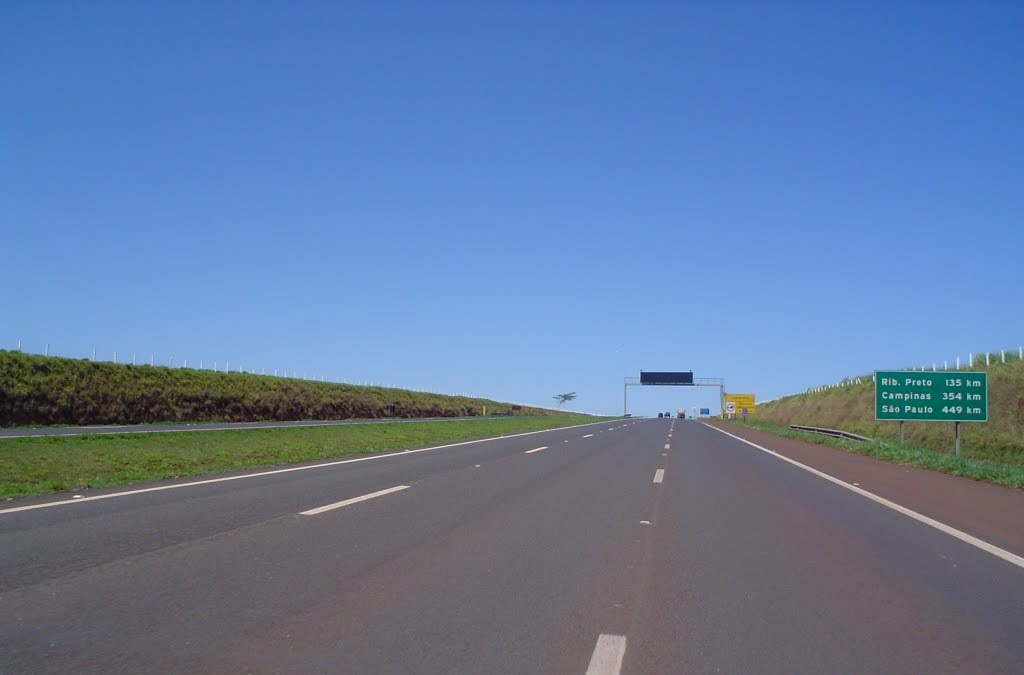
Rodovia Anhanguera (BR-050) em Igarapava
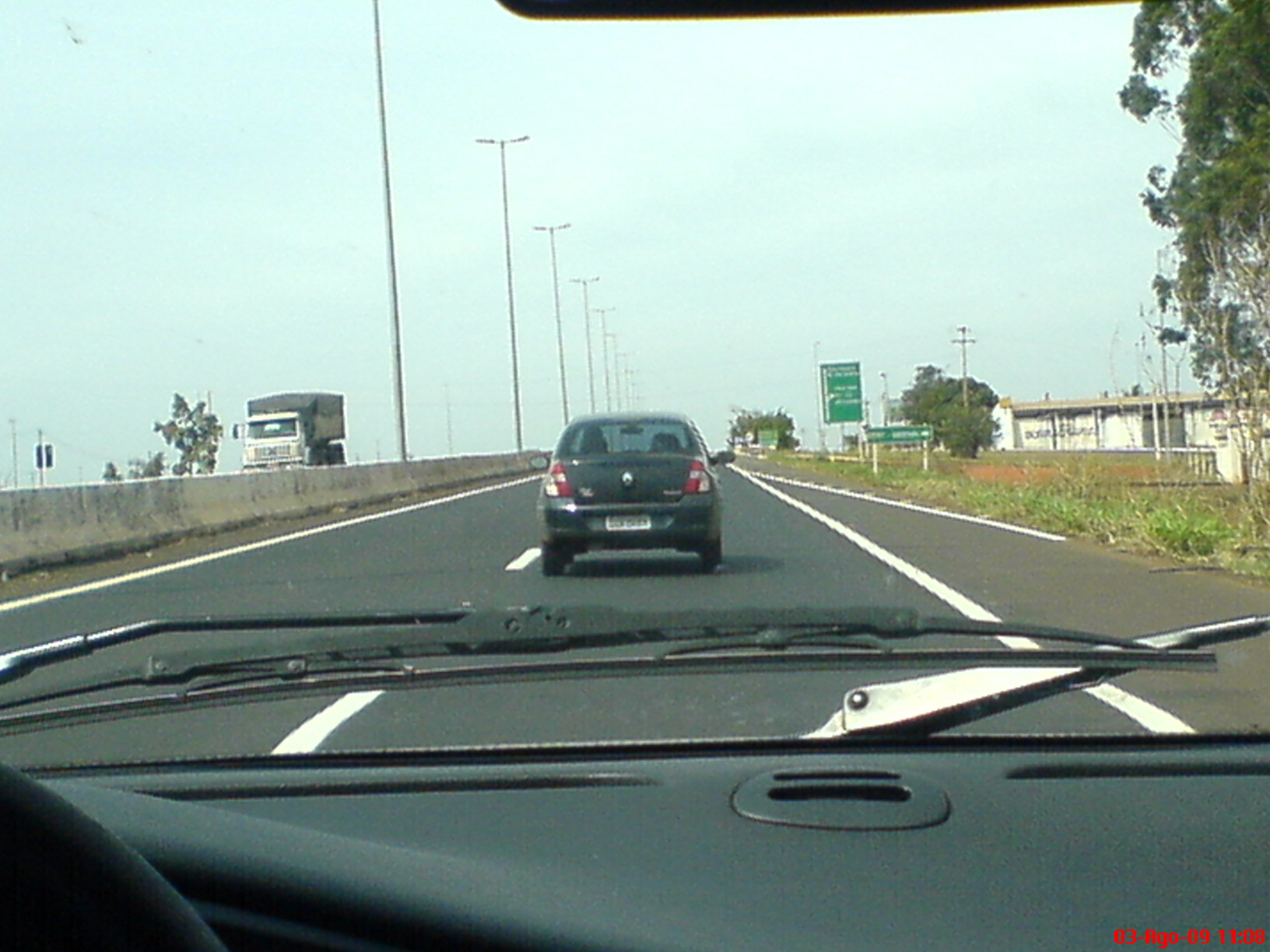
BR-050 em Uberaba, Minas Gerais

## Concessionárias
Via 040 (Brasília, DF-Cristalina, GO)
Ecovias Minas Goiás (Cristalina, GO-Delta, MG)
Entrevias (Igarapava, SP-Ribeirão Preto, SP)
ViaPaulista (Ribeirão Preto, SP-Santa Rita do Passa Quatro, SP)
Intervias (Santa Rita do Passa Quatro, SP-Cordeirópolis, SP)
CCR AutoBAn (Cordeirópolis, SP-São Paulo, SP)
Ecovias Imigrantes (São Paulo, SP-Santos, SP)